# 西努赫的故事
西努赫的故事（英語：Story of Sinuhe，约活动于公元前20世纪前后），主角西努赫為古埃及中王国第十二王朝（约公元前1938年至约公元前1756年）官员。他是阿门内姆哈特一世的王后为其丈夫留下的后宫官员。在一次征讨利比亚的途中，他得悉阿门内姆哈特一世被刺（约公元前1908年）后，即从军营中潜逃。他最初打算前往南方，但在横渡尼罗河时被风吹向北方，进入巴勒斯坦。他在巴勒斯坦和黎巴嫩漫游了很长时间后，被邀请到南叙利亚和一位酋长同往，这位酋长收留了他，并以长女许以为妻。他遂在该地安家并成为了一位名符其实的族长。他捍卫岳父的疆土，款待往返埃及的使者。埃及国王塞索斯特里斯一世邀请其重返埃及故土并予以赦免，同时用重礼欢迎他归来。他在故乡再次结婚，塞索斯特里斯一世下令为他修建一座极好的陵墓。由于其经历揭示了古埃及当时的政治和社会情况，故他的传记成为人们喜爱的史话流传下来。他的事迹通过现代芬兰作家瓦尔塔里1945年改写成通俗小说《埃及人西努赫》。